# Josef Pilz
Josef Pilz byl československý politik německé národnosti a meziválečný senátor Národního shromáždění ČSR za Komunistickou stranu Československa.

## Biografie
Profesí byl brusičem skla v Horním Maxově.
V parlamentních volbách v roce 1929 získal za Komunistickou stranu Československa senátorské křeslo v Národním shromáždění. V senátu setrval do roku 1935.